# Sandra Ceccarelli
 (juin 2025).
Si vous disposez d'ouvrages ou d'articles de référence ou si vous connaissez des sites web de qualité traitant du thème abordé ici, merci de compléter l'article en donnant les références utiles à sa vérifiabilité et en les liant à la section « Notes et références ».
Sandra Ceccarelli, née le 3 juillet 1967 à Milan dans la région de la Lombardie, est une actrice italienne.

## Biographie
Fille du musicien Franco Ceccarelli (it) et de l'écrivaine Sandra von Glasersfeld (elle-même fille du philosophe Ernst von Glasersfeld), elle débute au cinéma à l'âge de seize ans dans le film Segreti segreti de Giuseppe Bertolucci. Elle alterne alors entre le cinéma et le théâtre.
En 2001, elle joue dans Luce dei miei occhi de Giuseppe Piccioni et remporte avec ce rôle une Coupe Volpi de la meilleure interprétation féminine, devenant la cinquième actrice italienne à remporter ce prix.
En 2003, elle partage notamment l'affiche de La vita che vorrei de Giuseppe Piccioni avec Galatea Ranzi et Luigi Lo Cascio. En 2006, elle apparaît dans le film Klimt, une œuvre biographique sur la vie du peintre viennois Gustav Klimt puis figure dans la distribution du film Libertas consacré au dramaturge Marin Držić.

## Filmographie

### Au cinéma
- 1985 : Segreti segreti de Giuseppe Bertolucci
- 1998 : Tre storie de Piergiorgio Gay et Roberto San Pietro
- 2000 : Tandem de Lucio Pellegrini
- 2000 : Guarda il cielo (Stella, Sonia, Silvia) de Piergiorgio Gay
- 2001 : Le Métier des armes (Il Mestiere delle armi) d'Ermanno Olmi
- 2001 : Luce dei miei occhi de Giuseppe Piccioni
- 2002 : Le Plus Beau Jour de ma vie (Il più bel giorno della mia vita) de Cristina Comencini
- 2002 : La forza del passato de Piergiorgio Gay
- 2004 : Tu la conosci Claudia? de Massimo Venier
- 2004 : La vita che vorrei de Giuseppe Piccioni
- 2006 : Klimt de Raoul Ruiz
- 2006 : Family game d'Alfredo Arciero
- 2006 : Libertas de Veljko Bulajić
- 2007 : Piano, solo de Riccardo Milani
- 2007 : I demoni di San Pietroburgo de Giuliano Montaldo
- 2008 : Il resto della notte de Francesco Munzi
- 2009 : Le Voyage de Lucia (Il richiamo) de Stefano Pasetto
- 2013 : L'intrepido de Gianni Amelio
- 2013 : La variabile umana de Bruno Oliviero

### À la télévision
- 2006 : Prince Rodolphe : l'héritier de Sissi (Kronprinz Rudolf) de Robert Dornhelm
- 2008 :  Donne assassine (1er épisode) d'Alex Infascelli et Francesco Patierno
- 2012 : La montagna degli italiani de Robert Dornhelm
- 2013 : L'ultimo papa re de Luca Manfredi

## Distinctions
- Coupe Volpi de la meilleure interprétation féminine en 2001 avec Luce dei miei occhi.
- Ruban d'argent de la meilleure actrice dans un second rôle en 2002 pour Le Plus Beau Jour de ma vie (Il più bel giorno della mia vita).